# Fighting Temptation
Fighting Temptation è un singolo collaborativo delle cantanti statunitensi Beyoncé, Missy Elliott, MC Lyte e Free. Il brano è stato pubblicato nel 2003 ed estratto dalla colonna sonora del film The Fighting Temptations, interpretato da Beyoncé e Cuba Gooding Jr.. 
La canzone utilizza un sample tratto dal brano I Like Funky Music di Uncle Louie del 1979.

## Tracce
- CD (Europa)

1. Fighting Temptation – 3:51
2. I Know – 3:42

## Video musicale
Il videoclip della canzone è stato diretto da Antti Jokinen.